# 董小宛

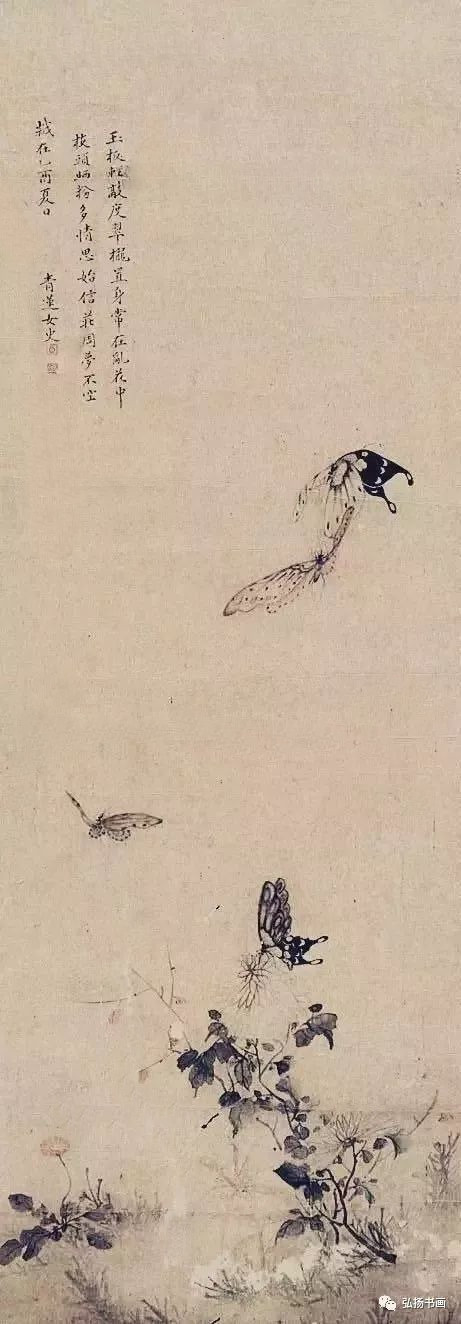
董小宛《彩蝶图》

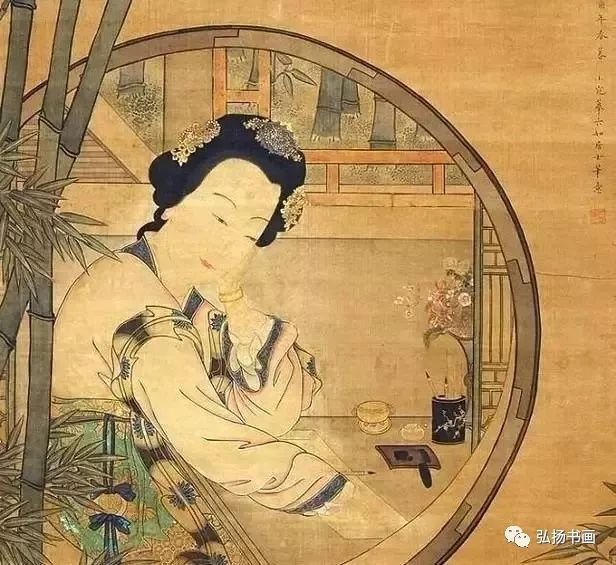
董小宛《仿六如居士笔意》局部

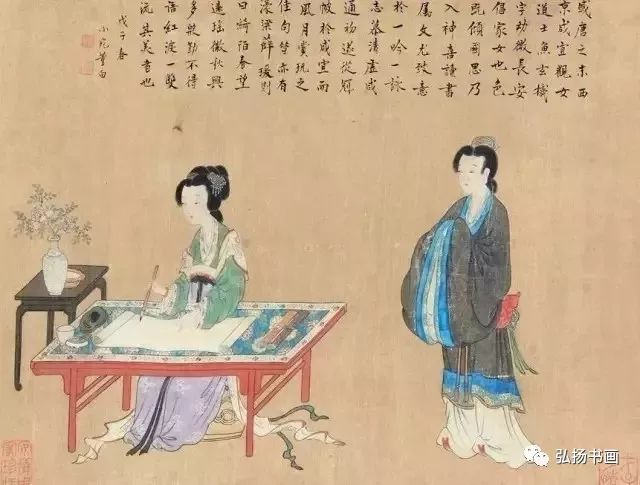
董小宛《仕女图》

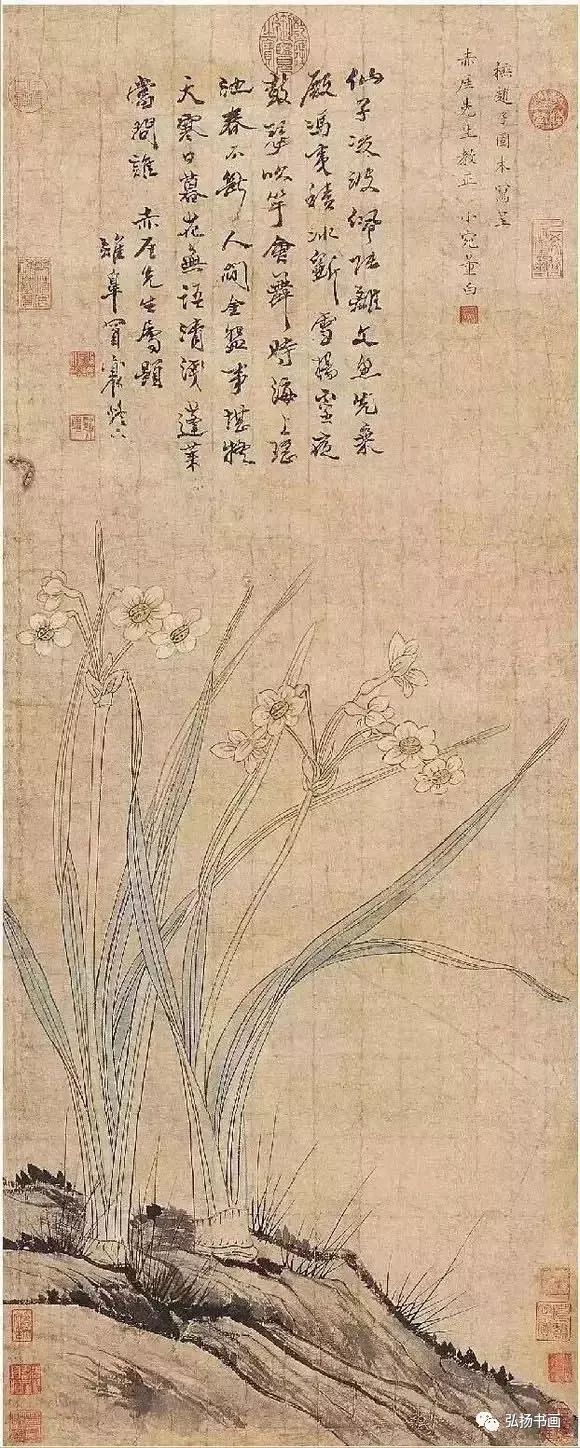
董小宛《兰花图轴》

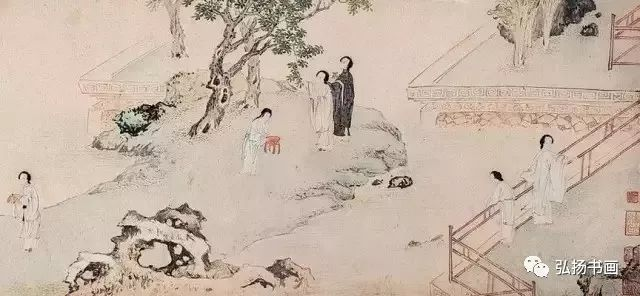
董小宛《秋园雅兴》局部

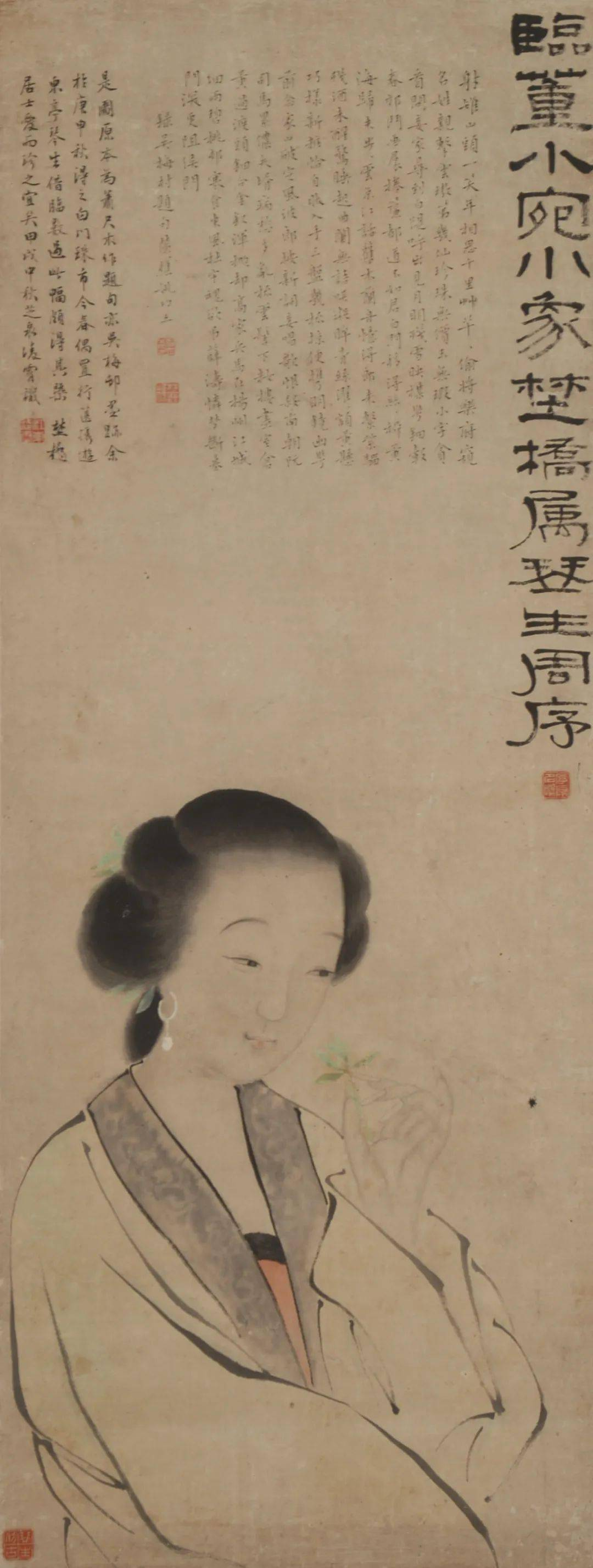
周序临摹《董小宛小像》萧云从原作

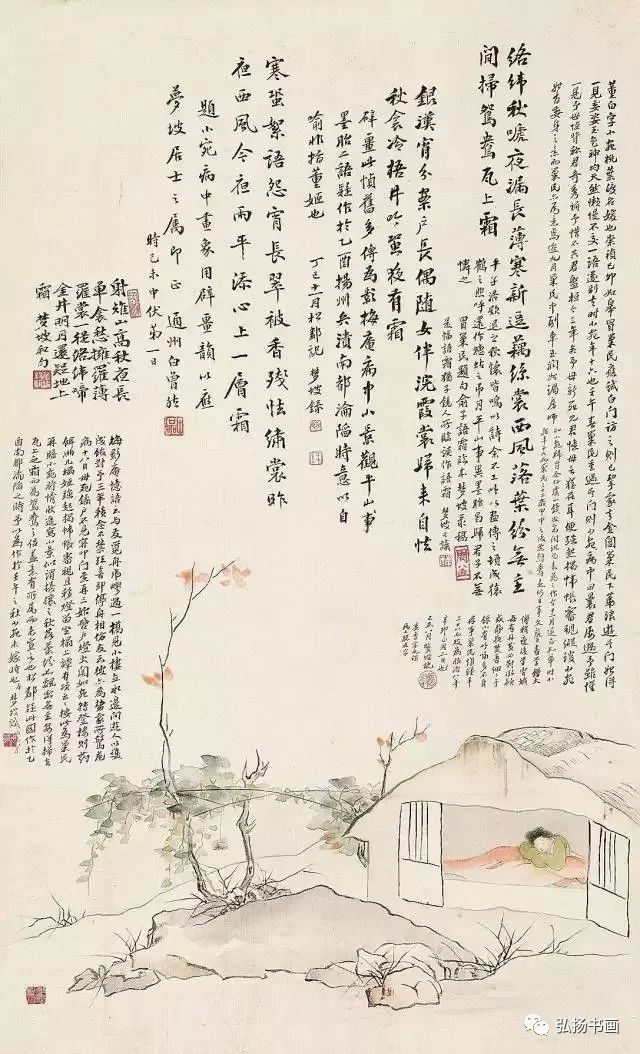
冒襄《董小宛病榻小影》

董白（1623年—1651年），字小宛，又字青蓮，別號青蓮女史，蘇州人，明末清初歌妓、昆曲艺人、女诗人，亦是明末“秦淮八艳”之一。并位列于中国古代十大名厨之一。
董小宛名冠秦淮，才艺双绝，能诗善画，主要作品有《仕女图》《秋园雅兴》《仿六如居士笔意》等，15岁时所画的《彩蝶图》，现收藏在无锡市博物馆，上有董小宛题词，并有二方图印记，还有近人评价很高的题诗。董小宛不但有诗书画传世，而且还创制董糖等食品流传至今。
她唯对明复社四公子之一的冒辟疆一见倾心，于是立志相嫁，克服种种困难，终于嫁与冒辟疆为妾。因躲避清军，冒辟疆全家财产被洗劫一空，贫困如洗，董小宛仍不离不弃，想尽办法勉力支撑家计。冒辟疆一心研究学问，董小宛日夜为其查阅资料、抄写文稿，自己也着手《奁艳》的编纂。由于日夜劳累，竟积劳成疾，一病不起，于1651年病逝。董小宛与冒辟疆结合后，两人情投意合，矢志不渝为世人所称道。

## 生平

### 早年经历
董小宛出身苏绣世家，少女时家道中落，成为歌妓，很快就出了名，赢得了一些高洁之士的欣赏。董小宛因天姿巧慧，容貌娟妍，工书善画，精晓食谱茶经，而“才色为一时之冠”。董小宛喜幽靜而好山林的泉水怪石，此心境與文人不謀而合。她個性潛靜，厭倦世俗之中的煩擾喧嘩，从金陵迁回苏州半塘，在桐桥内双成馆中吟诗弹琴，后又游历黄山、西湖、太湖。
董小宛曾师从钱谦益学诗学画。冒辟疆《和書雲先生己巳夏寓桃葉渡卽事感懷原韻》詩跋中说，小宛在嫁给他之前，跟随钱谦益三年：「董姬十三離秦淮，居半塘六年；從牧齋先生遊黃山，留新安三年，年十九歸余。」

### 结缘才子
据冒襄（辟疆）《影梅庵憶語》所记，崇禎十一年（1638年），16岁的董小宛第一次见冒辟疆。在数次求见未果之后，冒辟疆才终于与她相晤，冒辟疆自己描绘这次初会时写道，阿母从花径扶小宛出，只见她“面晕浅春，缬眼流视，香姿玉色，神韵天然，嫩慢不交一语。余惊爱之。”
当时的学者张明弼所作《冒姬董小宛傳》则说，“吳次尾、方密之、侯朝宗咸向辟疆嘖嘖小宛名。”冒辟疆不以为然；小宛却经常向人打听冒公子，一见面就內語曰：「吾靜觀之，得其神趣。此殆吾委心塌地處也！」，連聲顧其母曰：「異人！異人！」 近人孟森认为，冒辟疆《憶語》和张明弼《董傳》，均“过于妝點”。他指出，那时候冒辟疆属意陈圆圆，而董小宛则与钱谦益彼此契合。
第二年夏天，冒辟疆再到苏州访董小宛，却又听说她去西湖游览，然后去黄山。早春他再访半塘，被告知小宛仍在黄山。这时，冒辟疆在好友许直的引荐下，与陈圆圆相识，并对其一见倾心。两人甚至誓定芳约，无奈冒辟疆急需解救身处战乱中的父亲，只能将这门亲事暂且放下。可未曾料到，此一去竟成永别，陈圆圆终为豪强劫掠。
崇祯十五年，董小宛的母亲去世，小宛又因受田弘遇抢夺佳丽的惊吓，患了重病，闭门不出。冒辟疆回家乡的小船经过小桥，看到有个小楼矗立在水边，问行人：“这是哪里啊？什么人住在这里呢？”朋友回答说这里就是董家。冒辟疆停了船去拜访，见小宛正卧病在床，寝食俱废，于是满怀同情地宽慰她一番才离去。第二天冒辟疆到小宛家与她道别，小宛早在楼上远望着，看到冒疆的船靠岸，边赶紧跑过来登到船上说：“我已经整理好行装，将一路跟随送你”，冒襄只好由她。从浒关出发，经由梁溪毗陵、阳羡、澄江，最后到达北固，经历足足27天。她坚持要跟着冒襄走，然而他却“变色拒绝，告以期迫科试”，说考完秋试后才有时间考虑这些。最后约定，夏天冒辟疆去金陵乡试带上她一起去。
冒辟疆先到海陵参加院试，直到六月份才回到了家里。妻子对他说：“董小宛让她的父亲过江来，告知冒辟疆，董小宛返回吴门，百日茹素，杜门不出，只翘首等候她与冒辟疆的金陵偕行之约“，冒妻“怜其意而许之”，对小宛的父亲表示：乡试之后，“無不可耳”。于是，冒辟疆便没有按当初约定接她一起去金陵，而是一个人直接到金陵，打算考完试后再告诉小宛。
等到农历八月十五，冒襄刚考完试，就看到小宛已经在寓馆中等他了。这次从苏州租船孤零零来到金陵，董小宛一路惊魂，差点遭遇盗匪，“舟匿芦苇中，舵损不可行，炊烟遂断三日”，冒襄形容惊魂未定的小宛此时是“声色俱凄，求归逾固”。同行的来自魏塘、去间、闽、豫等各地的复社好友，听到小宛的故事，无不称赞她的胆识，怜悯她对冒辟疆的一片真心，纷纷为她赋诗作画鼓励她，在桃叶水阁摆了酒席宴请。当时在座的还有眉楼的顾夫人、寒秀斋的李夫人，她们都和小宛是至交，纷纷赶来为她庆祝。
冒辟疆觉得一定会考中，计划接下来就处理小宛的事情。没想到冒襄父亲突然被批准退休，正在还乡的路上，船已靠岸，于是冒襄便也无暇处理小宛去留的事情了，直接从龙潭跟着父亲的船到了銮江，在銮江等着张榜。小宛从桃叶馆一路乘船追到那里，在燕子矶遇到大风浪，几次差点身遭不测，到了銮江，只能在銮江船内徘徊等他。七天后发榜了，冒襄只中副榜，心里只想日夜兼程的赶家。小宛哭着跟着，不肯回去。但冒襄知道追债的人看他是远道而来的人，必定会狮子大开口，所以船到达郭外樸巢后，冒辟疆便铁了心让她回吴门，“以厭責逋者（债主）之意，而後事可爲也”。 （张明弼（公亮）《冒姬董小宛传》：“姬时有父，多嗜好，又荡费无度，恃姬负一时冠绝名，遂负逋数千金，咸无如姬何也。”）
阴历十月，冒辟疆经过润州，去拜见房师郑公，当时闽中的刘大行从都门来，和陈大将军以及他的同盟刘刺史在船内饮酒。刘大行指着冒辟疆说：“一向都说辟疆你是个重风度情义的人，你怎么能这样辜负一个女子呢？”冒辟疆说：“黄衫、古押衙所做的事，不是君平、仙客他们自己能办到的。”于是这些朋友出钱出力，刘刺史自告奋勇出面调停，但调停失败。
小宛一个人陷在苦难中，难以收拾局面。虞山宗伯钱谦益听说后，亲自到半塘去，在船上与她见了面。上到权贵官宦，下到市井村民，纷纷问了债务数目，三天内帮她还清了所有的债，索要回的契约堆积几乎一尺高。宗伯于楼船上摆酒席庆祝，在虎疁为小宛践行，并雇了船把她送回冒辟疆的家乡。冒辟疆这才搞清楚状况：钱谦益还写了书信给门生张祠部，为小宛除去了在乐籍，其它琐碎之事，由周仪部帮忙处理完成，南中原礼部的李宗宪也帮忙出了不少力。过了十月，终于彻底了却心愿，这是万般心血所灌注而成。
崇祯十五年（1642年），小宛舟至如皋。其时小宛年十九，小冒辟疆四十三岁。董小宛初到如皋，并未住进位于集贤里的冒家宅院，而是由冒辟疆的夫人苏元芳为其置办了一处别院。此间董小宛“却管弦，洗铅华，精学女红”，过了四个月平静安逸的日子，不禁发出“骤出万顷火云，得憩清凉界；回视五载风尘，如梦如狱”的感叹。
大约是在崇祯十六年（1643）初夏，她才正式搬进冒家，由正室苏氏迎归冒家。《影梅庵憶語》有云：“姬最爱月，每以身随升沉为去住。夏纳凉小苑，与幼儿诵唐人《咏月》及‘流萤纨扇’诗，半榻小几，恒屡移以领月之四面。午夜归阁，仍推窗延月于枕簟间。月去，复卷幔倚窗而望。”这是以月名楼的最好证明。
甲申之变（1644）带来的劫难，如皋的形势也急转直下，无奈之中冒辟疆与董小宛只能侍奉双亲奔走避难。他们在散失了大部分家当与金钱之后，又重新回到了如皋，时间是五月初五端午节。
战乱过后，日子变得十分艰难，多亏董小宛精打细算，才勉强维持着全家的生活。就在这节骨眼上，冒辟疆却病倒了，下痢兼虐疾，把他折磨得不成人形。疟疾发作寒热交作，再加上下痢腹痛，冒辟疆几乎没有一刻能得安宁。为照顾他，董小宛把一张破草席摊在床榻边作为自己的卧床，只要丈夫一有响动，马上起身察看，恶寒发颤时，她把丈夫紧紧抱在怀里；发热烦躁时，她又为他揭被擦澡；腹痛则为他揉摩；下痢就为他端盆解带，从没有厌倦神色。经过五个多月的折腾，冒辟疆的病情终于好转，而董小宛已是骨瘦如柴，仿佛也曾大病了一场。
冒辟疆又病了两次：一次是胃病下血，水米不进，董小宛在酷暑中熬药煎汤，紧伴枕边伺候了六十个昼夜；第二次是背上生疽，疼痛难忍，不能仰卧，董小宛就夜夜抱着丈夫，让他靠在自己身上安寝，自己则坐着睡了整整一百天。在照顾冒辟疆的过程中，婆婆和冒夫人几次要将她替换下来，董小宛都不肯，说：“我能够竭尽全力把公子服侍好了，那就是全家之福，我不算什么，我纵然得病死了，也是虽死犹生。” 
艰难的生活中，董小宛的身体本已虚弱。顺治八年正月，在冒家九年，仅二十八岁的董小宛病死於冒府。董小宛在临终那天早晨还要求对长辈行年节大礼。冒辟疆葬小宛于园内影梅庵，旋作《影梅庵忆语》缅怀无已，海内亦有二十七家致挽，为小宛韶年殀损而哀悼。

## 延伸阅读
江南歌妓知書，多傾慕东林党人，如：
- 李香君與侯方域
- 柳如是與錢謙益
- 卞玉京與吳偉業
- 顧眉生與龔鼎孳

## 影视形象
| 年份 | 电影作品   | 演員 | 剧中姓名 | 劇中稱謂 | 備注                                       |
| 1939 | 《董小宛》 | 周璇 | 董小宛   |          |                                            |
| 1963 | 《董小宛》 | 夏夢 | 董小宛   |          |                                            |
| 1964 | 《深宫怨》 | 尤敏 | 董小宛   | 董鄂妃   | 本片第一次將皇貴妃董鄂氏與董小宛合并為一人 |

| 年份 | 电视剧作品                             | 演員   | 剧中姓名 | 劇中稱謂 | 備注                                 |
| 1974 | 《武侠董小宛》                         | 孟丽萍 | 董小宛   | 董鄂妃   | 本劇將皇貴妃董鄂氏與董小宛合并為一人 |
| 1976 | 《董小宛》                             | 李司棋 | 董小宛   | 董鄂妃   | 本劇將皇貴妃董鄂氏與董小宛合并為一人 |
| 1984 | 《順治帝與董小宛》单元（華視金玉劇坊） | 施思   | 董小宛   | 董鄂妃   | 本劇將皇貴妃董鄂氏與董小宛合并為一人 |
| 1987 | 《满清十三王朝》                       | 吴宁   | 董小宛   | 董鄂妃   | 本劇將皇貴妃董鄂氏與董小宛合并為一人 |
| 1992 | 《一代皇后大玉儿》                     | 戴自华 | 董小宛   | 董鄂妃   | 本劇將皇貴妃董鄂氏與董小宛合并為一人 |
| 2000 | 《京城大状师》                         | 宋妍   | 董小宛   | 董鄂妃   | 本劇將皇貴妃董鄂氏與董小宛合并為一人 |
| 2000 | 《桃花扇传奇》                         | 席与立 | 董小宛   | 董小宛   |                                      |
| 2002 | 《魂断秦淮》                           | 林静   | 董小宛   | 董小宛   |                                      |
| 2002 | 《至尊食王》                           | 董晓燕 | 董小宛   | 董鄂妃   | 本劇將皇貴妃董鄂氏與董小宛合并為一人 |
| 2015 | 《多情江山》                           | 侯夢瑤 | 董小宛   | 德妃     | 本劇將皇貴妃董鄂氏與董小宛合并為一人 |

## 相关文献
- 冒襄.  . 维基文库.
- 张明弼.  . 维基文库.
- 孟森.  . 维基文库.
- 余怀.  . 维基文库.

1. 1 2  李红．国色天香：中国古代美女传真．湖北长江出版集团．2008.1.．203-204
2. ↑  张洪基主编.喻世趣文[M.2002.07.第47页]
3. 1 2 3 4  张明弼.  . 维基文库.
4. ↑  李红．国色天香：中国古代美女传真．湖北长江出版集团．2008.1.．203-204
5. ↑  冒襄.  . 维基文库.
6. ↑  名城新闻网《古人在山塘，原来这样玩》：七里山塘一半称之为“半塘”，半塘以西就到了虎丘山麓，河面忽然开阔，半塘处河面称为“野芳浜” 。袁景澜《吴郡岁华纪丽》的“虎丘灯船”条中这样记载：“日晡（申时，即下午三点钟到五点钟的时间），络绎于野芳浜中，行则鱼贯，泊则雁排。迫暮施烛，焜煌照彻，月辉与波光相激射。”
7. ↑  （1）清 张明弼《董小宛传》：冒辟疆“偶月夜荡舟至桐桥内，见小楼如画。”（2）名城新闻网《评弹声里多传奇，古宅小巷多故事》：桐桥跨山塘河支流十字洋桐桥圩，古名“胜安桥”，始建于宋代，曾为山塘街上最高、最美的单孔石拱桥，后屡毁屡建。1963年，因河道淤塞而填河拆桥，改为路面。(3)冒襄《影梅庵憶語》：是晚壹鬱，因與覓舟去虎疁夜遊。舟一過橋，見小樓立水邊。偶詢遊人：「此何處？何人之居？」友以雙成館對。余三年積念，不禁狂喜，即停舟相訪。
8. ↑  西王母的侍女董双成
9. 1 2  孟森《董小宛考》
10. 1 2 3 4 5 6 7 8  冒襄.  . 维基文库.
11. 1 2  冒襄.  . 维基文库.
12. 1 2 3  冒襄.  . 维基文库.
13. ↑  冒襄.  . 维基文库.